# Liste der Straßen in Essen-Steele
Die Liste der Straßen in Essen-Steele beschreibt das Straßensystem im Essener Stadtteil Steele mit den entsprechenden historischen Bezügen.

## Einführung und Überblick
In Steele leben 16809 Einwohner (30. September 2022) auf einer Fläche von 3,03 Quadratkilometern. Steele hat den Postleitzahlenbezirk 45276.
Der Ort Steele wird erstmals 840 erwähnt. Er erhielt 1578 Stadtrechte. Anfang des 18. Jahrhunderts gehörte die Stadt Steele zum Stift Essen. Die östlich gelegenen Siedlungen auf preußischem Gebiet, zur Provinz Westfalen gehörig, wurden als Königssteele bezeichnet. 1794 wurde die vom Minister von Heinz im Jahre 1787 festgelegte neue Landstraße von Essen über Steele nach Bochum fertiggestellt. Die Benutzer der Chaussee mussten Wegegeld entrichten. Vor 1890 gab es für die Stadt Steele vereinzelte, aber sehr alte Straßennamen. Sie hatten mit der Nummerierung der Gebäude nichts zu tun, die in Sektionen gegliedert war. Die Stadtverordnetenversammlung vom 18. November 1890 hob diese Gliederung auf und führte in der Stadt Steele eine straßenweise Nummerierung ein, wobei vorhandene Straßennamen amtlich wurden. Für wenig ausgebaute Stadtgebiete, wie beispielsweise die Ruhrau, wurden Nummerierungsbezirke eingeführt und die Straßenbenennung später vorgenommen. 1926 wurde die Stadt Steele mit Königssteele, zu dem seit 1919 auch Freisenbruch, Horst und Eiberg gehörten, vereinigt, was einige Umbenennungen mit sich brachte. Jede dieser Gemeinden war bis dahin selbst für die Straßenbenennung zuständig, einige Bezeichnungen werden in amtlichen Registern schon 1864 genannt. Königssteele begann 1904 die straßenweise Nummerierung durchzuführen. 1929 wurde Steele zur Stadt Essen eingemeindet. Nach schweren Zerstörungen im Zweiten Weltkrieg und Wiederaufbau änderten sich besonders im Steeler Zentrum einige Straßenverläufe und damit ihre Namen. In den 1960er und 1970er Jahren fanden unter dem Begriff Sanierung große städtebauliche Umstrukturierungsmaßnahmen im Steeler Zentrum statt. Damit einhergehend wurden viele Straßen und Plätze aufgehoben, verlegt oder neugebaut.
Der Stadtteil wird von Norden beginnend im Uhrzeigersinn folgendermaßen begrenzt:
 Im Norden bilden die Straßen Zum Oberhof und Lohdiekweg die Grenze. Im Westen verläuft sie östlich der Straße Lohmühlental weiter über die Straße Nottebaumskamp, südlich durch den Isingpark, östlich an der Erich-Kästner-Gesamtschule vorbei und weiter über die Freisenbruch- und die Bochumer Landstraße. Im Süden verläuft sie von der Bochumer Landstraße über die Ruhrbrücke Steele. Dann bildet die Ruhr die Stadtteilgrenze bis zur Spillenburgstraße. Diese bildet die westliche Grenze, die weiter über den Mählerweg führt. Dann verläuft die Grenze auf einem Abschnitt der Eisenbahntrasse von Steele nach Essen und weiter über die Straßen Äbtissinsteig, Woldrüggen und Steeler Pfad.
In Steele gibt es 106 benannte Verkehrsflächen, darunter sieben Plätze. Davon befinden sich 18 Straßen nur teilweise im Stadtteil:
 Das sind neben den oben genannten Straßen, die ganz oder teilweise die Stadtteilgrenzen bilden, die Krayer Straße, die Schönscheidtstraße, die Straße Woldrüggen, der Steeler Pfad und die Straße Lohmühlental, die nach Kray führen; die Straße Nottebaumskamp, die nach Leithe führt; der Hellweg, die Bochumer Landstraße und die Freisenbruchstraße, die nach Freisenbruch führen; die Kurt-Schumacher-Brücke, die nach Überruhr-Hinsel führt und der Laurentiusweg und die Steeler Straße, die nach Huttrop führen.
Durch Steele verlaufen folgende Straßenzüge mit dem Status einer Landesstraße:
- Landesstraße 191: (aus Huttrop kommend) – Schönscheidtstraße – Grenoblestraße – Henglerstraße – Kurt-Schumacher-Brücke (weiter in Überruhr-Hinsel)
- Landesstraße 441: Westfalenstraße (weiter in Bergerhausen)
- Landesstraße 448: Steeler Straße (weiter in Huttrop)
- Landesstraße 654: Bochumer Landstraße (weiter in Freisenbruch)

## Liste der Straßen und Plätze
Die nachfolgende Tabelle gibt eine Übersicht über die vorhandenen Straßen, Wege und Plätze im Stadtteil sowie einige dazugehörige Informationen.
- Name: aktuelle Bezeichnung der Straße oder des Platzes.
- Länge/Maße in Metern:
 Die in der Übersicht enthaltenen Längenangaben sind gerundete Übersichtswerte, die in Google Earth mit dem dortigen Maßstab ermittelt wurden. Sie dienen Vergleichszwecken und werden, sofern amtliche Werte bekannt sind, ausgetauscht und gesondert gekennzeichnet.
 Bei Plätzen sind die Maße in der Form a × b angegeben.
 Der Zusatz (im Stadtteil) gibt an, dass die Länge die des Straßenabschnitts innerhalb von Steele ist, da die Straße in benachbarte Stadtteile weitergeführt wird.
 Der Zusatz (ohne Stichstraßen) gibt bei verzweigten Straßen die Länge der „Hauptstraße“ an.
 Der Zusatz (alle Straßenabschnitte zusammen) gibt an, dass die Straße so verwinkelt ist, dass keine „Hauptstraße“ besteht. Stattdessen wird die Länge aller Straßenabschnitte zusammengezählt.
- Herleitung: Ursprung oder Bezug des Namens
- Datum der Benennung: amtliche Erstbenennung
- Anmerkungen: zusätzliche Informationen
- Bild: Foto der Straße oder eines anliegenden Objekts

| Name                    | Länge/Maße (in Metern)                | Herleitung                                                                               | Datum der Benennung | Bemerkungen | Bild                                                |
| ----------------------- | ------------------------------------- | ---------------------------------------------------------------------------------------- | ------------------- | --- | --------------------------------------------------- |
| Äbtissinsteig           | 340                                   | Franziska Christine von Pfalz-Sulzbach, Essener Fürstäbtissin                            | 20. Nov. 1937       | Die Essener Fürstäbtissin Franziska Christine von Pfalz-Sulzbach residierte oft am Fuße des Knottenbergs. Im dortigen Waisenhaus liegt ihre letzte Ruhestätte. Der Äbtissinsteig hatte in Teilen und teils abweichenden Verläufen in der Vergangenheit mehrere Namen: 1890 teilweise Knottenberg und Eickenscheider Weg, 1894 Knottenbergstraße, 1905 Moltkestraße (Verlauf im Nachbarstadtteil Kray), 1909 Stoppenberger Straße und zuletzt 1929 Am Knottenberg. Dabei trug zeitweise die heutige Schönscheidtstraße zwischen Äbtissinsteig und Buschstraße den Namen Äbtissinsteig. Heute verläuft der Äbtissinsteig von der Eisenbahnstrecke nach Norden, quert die Schönscheidtstraße und bildet in diesem Verlauf bis zum Abzweig der Straße Woldrüggen die Stadtteilgrenze zu Kray. Dann führt er in Steele weiter zur Buschstraße. | Äbtissinsteig; links Steele, rechts Kray            |
| Ahestraße               | 60                                    | In der ehemaligen Steeler Ahe-Bauerschaft gelegen                                        | 20. Nov. 1937       | Die Ahestraße, zuvor Aastraße genannt, verbindet heute als Fußgängerzone die Humannstraße mit dem Kaiser-Otto-Platz. |                                                     |
| Albertine-Badenberg-Weg | 125                                   | Albertine Badenberg, Politikerin                                                         | 9. Nov. 1993        | Die in Steele geborene Lehrerin und Landtagsabgeordnete Albertine Badenberg hatte durch soziales und politisches Engagement erheblichen Anteil am Wiederaufbau Steeles nach dem Zweiten Weltkrieg. Der Albertine-Badenberg-Weg führt von der Paßstraße zur Straße Im Kirchspiel. | Steeler Stadtmauerrest, Albertine-Badenberg-Weg     |
| Alte Zeilen             | 150                                   | alte Häuserzeilen                                                                        | 20. Nov. 1937       | Die amtliche Begründung zur Zeit der Umbenennung: Die Häuserreihe beiderseits der Straße sind Zeilen aus längst vergangenen Zeiten der früheren Stadt Steele. Zuvor hieß die Straße im westlichen Teil Königstraße. Die Straße Alte Zeilen liegt im alten Zentrum Steeles und verbindet die Hansastraße mit der Dreiringstraße. | Alte Zeilen                                         |
| Am Buschgarten          | 130                                   | Busch-Garten, alter Flurname                                                             | um 1926             | In der Mutterrolle 1826 wird der Busch-Garten erwähnt. Die Straße Am Buschgarten ist eine Stichstraße, die nördlich von der Bochumer Landstraße den Berg hinauf zur profanierten Herz-Jesu-Kirche führt. |                                                     |
| Am Deimelsberg          | 750 (ohne Stichstraßen)               | Hof Deimelsberg, propsteiliches Gut                                                      | 18. Nov. 1890       | Der Hof Deimelsberg war Unterhof des propsteilichen Oberhofes Nünning in Frillendorf. Er wird 1437 in einer Urkunde genannt. In der Landmatrikel von 1866 steht, dass Effert Demelsbergh Aufsitzer des rund 48 Morgen großen Hofes ist. 1795 wird er als propsteiliches Gut bezeichnet und der Ganze Bauer Deimelsberg genannt. 1866 wurde Heinrich Deimersberg aus Huttrop Hofeigentümer. 1914 starb Johann Deimerberg, so die letzte Schreibweise, als Letzter dieses Geschlechts ohne Erben, als der Hof 140 Morgen groß war. Die Straße Am Deimelsberg führt von der Westfalenstraße nach Norden hinauf zum Laurentiusweg. |                                                     |
| Am Knottenberg          | 280 (alle Straßenabschnitte zusammen) | Knottenberg, alter Flurname                                                              | 12. Dez. 2003       | Zwischen 1929 und 1937 gab es bereits eine Straße mit der Bezeichnung Am Knottenberg, die jedoch den oberen Teil der heutigen Schönscheidtstraße bezeichnete, der sich auf Krayer Flur befindet. Die Bezeichnung Knottenberg selbst gab es von 1890 bis 1977, meint aber einen ehemaligen Teil des Äbtissinsteigs. Die Stadtverwaltung schlug für die heutige Stichstraße Am Knottenberg, die in einem Neubaugebiet westlich der Straße Holbecks Hof abzweigt, auch die Straßenbezeichnung Holzbachweg vor, da der Weg am Holbecks Hof liegt, dessen Name sich vom Holzbach ableitet, der aus dem Eickenscheidter Wald kam. |                                                     |
| Am Ruhrufer             | 120                                   | Lage am Ufer der Ruhr                                                                    | um 1927             | Der Weg Am Ruhrufer ist eine Stichstraße östlich der Kurt-Schumacher-Brücke abgehend. Er liegt im Bereich des einstigen Bahnhofs Essen-Steele Süd, der heute eine Parkanlage bildet. |                                                     |
| Am Stadtgarten          | 370                                   | Lage am Stadtgarten Steele                                                               | 26. März 1909       | Der südlich des Laurentiuswegs liegende Teil der Straße Am Stadtgarten wurde zwischen 1909 und 1926 zunächst Stadtgartenstraße, der nördliche Teil Frillendorfer Straße genannt, die hinter der Steeler Straße weiterführte. Zudem hieß die heutige westlichere Rosestraße bis 1928 Am Stadtgarten, und der nördliche Teil von Am Stadtgarten trug den Namen Rosestraße. Seitdem gilt die heutige Benennung. Die Straße Am Stadtgarten verbindet heute die Steeler Straße über eine Kreuzung mit dem Laurentiusweg mit dem Stadtgarten Steele. | Saalbau am Stadtgarten                              |
| Aronweg                 | 230                                   | Toni Aron, ermordete Essener Jüdin                                                       | 14. Juni 1988       | Die am 22. Oktober 1885 in Essen geborene Jüdin Toni Aron wurde, nachdem sie vom 22. April bis 20. Juli 1942 im Sammellager Holbeckshof inhaftiert war, am 11. Februar 1944 im KZ Theresienstadt ermordet. Der Aronweg ist eine östliche Stichstraße der Straße Holbecks Hof. |                                                     |
| Augenerstraße           | 980                                   | Gustav Augener, Pfarrer in Steele                                                        | 14. Aug. 1933       | Der am 11. Juli 1837 in Bremen geborene Gustav Augener war evangelischer Pfarrer und starb am 2. Dezember 1908 in Steele. Er ist auf dem evangelischen Friedhof in Freisenbruch beigesetzt. Die Augener Straße war im Ursprung Teil eines Prozessionswegs. Heute verläuft die Augener Straße von der Bochumer Landstraße nach Westen zum Villenweg. |                                                     |
| Beckerskamp             | 280                                   | Beckerskamp, Flur- und Familienname                                                      | vor 1890            | Das zum Feggelershof gehörige Land wurde im Volksmund Beckers Kamp genannt, siehe Feggelerweg. Die Straße Beckerskamp, deren genaue Erstbenennung unklar ist, ist eine Stichstraße von der Straße Eschenburg abzweigend. |                                                     |
| Bergknappenweg          | 175                                   | Bergknappe, alte Berufsbezeichnung eines Bergmanns                                       | 20. Nov. 1937       | Nach heutiger Bezeichnung ist ein Bergknappe ein Bergbautechnologe. Der Bergknappenweg hieß ab 1890 III. Rottstraße und von 1909 bis 1937 Knappenstraße. Hier wohnten in der ersten Hälfte des 20. Jahrhunderts viele Bergleute. Der Bergknappenweg verbindet die Krayer- mit der Buschstraße. |                                                     |
| Bewerungestraße         | 660                                   | Hubert Bewerunge, Direktor des Steeler Waisenhauses                                      | 20. Nov. 1937       | Der am 15. Januar 1870 in Ratingen geborene Hubert Bewerunge war zwischen 1903 und 1933 Direktor des Waisenhauses der Fürstin-Franziska-Christine-Stiftung sowie von 1920 bis 1923 Beigeordneter der damaligen Stadt Steele. Dort starb er am 31. Januar 1933. Die Bewerungestraße, vorher Victoriastraße genannt, verläuft von der Nordstraße zur Straße Waisenhausbrink östlich parallel zur Krayer Straße. |                                                     |
| Bochumer Landstraße     | 1080 (im Stadtteil)                   | Ausfallstraße nach Bochum                                                                | 23. Mai 1980        | Der einstige Straßenzug der Bochumer Straße, die im Steeler Zentrum noch heute so heißt, wurde durch den Ausbau der Grenoblestraße unterbrochen und die neuen Einmündungen auf die Grenoblestraße versetzt. So behielt der zentrale Steeler Straßenteil seinen Namen. Der östliche Teil nach Freisenbruch und Bochum wurde mit der Henglerstraße in eine Linie gebracht und zur Landesstraße L191. So erhielt dieser östliche Teil der Bochumer Straße 1980 den Namen Bochumer Landstraße. Dieser Straßenteil wurde zuvor 1890 Chausseestraße, 1909 Bahnhofstraße und 1926 Bochumer Straße genannt. |                                                     |
| Bochumer Straße         | 520                                   | Ausfallstraße nach Bochum                                                                | 19. Mai 1926        | Der einstige Straßenzug der Bochumer Straße, die im Steeler Zentrum noch heute so heißt, wurde durch den Ausbau der Grenoblestraße unterbrochen und die neuen Einmündungen auf die Grenoblestraße versetzt. So blieb die heutige Bochumer Straße erhalten und der Straßenzug von der Grenoblestraße nach Bochum wurde 1980 zur Bochumer Landstraße. Die heutige Bochumer Straße wurde vor 1875 Berliner Straße genannt und am 15. Januar 1936 in Verlängerung an der seit 1926 so genannten Bochumer Straße (heute Bochumer Landstraße) in Bochumer Straße umbenannt. Heute führt die Bochumer Straße vom Grendplatz als Fußgängerzone bis zur Krahwinkelstraße und weiter zur Grenoblestraße. Hier sind wenige Spuren einer 1938 aufgegebenen Straßenbahn zu finden. |                                                     |
| Brinkerplatz            | 40 × 30                               | Brinkmannshof, Hof- und Flurname                                                         | 18. Nov. 1890       | Der Brinkmannshove war ein Unterhof von Eickenscheidt mit erster Erwähnung im 14. Jahrhundert. Letztbehandigte waren 1786 Franz Andreas Voß und Anna Bernardina Nottebaum. Theodor Wisthoff kaufte den Hof zu großherzoglich-bergischer Zeit. An der Stelle des Hofes, der 1828 noch 26 Morgen groß war, befand sich später die Wirtschaft Zum Goldenen Fuchs. 1865 erhielt Familie Honings den Besitz. Der Brinkerplatz liegt im Steeler Zentrum unterhalb der Laurentiuskirche. | Brinkerplatz 3                                      |
| Büssemstraße            | 190                                   | Matthias Büssem, Geistlicher, Ehrenbürger der Stadt Steele                               | 19. Mai 1926        | Matthias Büssem wurde 1910 aufgrund seiner Gemeindetätigkeiten, seiner Fürsorge für Kranke und seiner Verdienste um das Armen- und Schulwesen in Steele zum Ehrenbürger der Stadt Steele ernannt. Die Büssemstraße verbindet den Laurentiusweg mit der Schnütgenstraße. |                                                     |
| Buschstraße             | 580                                   | Wilhelm Ernst Busch, Direktor der Fürstin-Franziska-Christine-Stiftung                   | um 1912             | Wilhelm Ernst Busch wurde am 9. Juli 1845 in Warendorf als Sohn eines Justizrates geboren. Als Offizier nahm er an den Feldzügen der Einigungskriege 1864, 1866 und 1870/71 teil. 1876 wurde er als Oberleutnant entlassen. Im Zuge seiner Versorgung erhielt er den Posten als Direktor des Waisenhauses der Fürstin-Franziska-Christine-Stiftung in Steele, den er bis zu seinem Tode am 25. März 1903 innehatte. 1882 wurde er zudem zum ersten Beigeordneten der Stadt Steele gewählt und übte weitere Ehrenämter aus. Sein Sohn ist der Generalfeldmarschall Ernst Busch. Die Buschstraße verläuft vom Bahnhof Essen-Steele nach Norden zum Steeler Pfad. | St. Marienkirche an der Buschstraße                 |
| Dischstraße             | 220                                   | Richard Disch, letzter Bürgermeister der Stadt Steele                                    | 25. März 1952       | Der Rechtsanwalt und Notar Richard Disch wurde am 21. April 1887 in Rees geboren. Zwischen 1923 und 1929 war er letzter Bürgermeister der danach zu Essen eingemeindeten Stadt Steele. Disch starb am 25. Juni 1949 in Steele und wurde auf dem Laurentiusfriedhof beigesetzt. Die Dischstraße verläuft in einem Bogen südlich der Schönscheidtstraße zur Straße Neuholland. | Dischstraße                                         |
| Döppelhahn              | 240                                   | Döppelhahn, Name eines Kottens                                                           | 18. Apr. 1910       | Der Kotten Döppelhahn gehörte zu den vom Hovescheidthof abgesplissenen Kotten und lag am Rande dessen Felds am Weg zur Eickenscheidter Mühle. Erste Erwähnung des Kottens Dopelhane findet man 1520. 1770 erwarb die Essener Fürstäbtissin Franziska Christine von Pfalz-Sulzbach den Kotten, um ihn ihrem Waisenhaus zu übereignen. Ende des 19. Jahrhunderts wurde der Kotten niedergelegt um eine Ziegelei zu errichten. Die missverständliche Schreibweise Döppelhahn kommt in den Quellen nur selten vor, wobei hahn wohl für Hain oder Hagen steht. Die Straße Döppelhahn verbindet den Mählerweg mit der Straße Langmannskamp parallel zur Straße Holbecks Hof. |                                                     |
| Dreiringplatz           | 120 × 50                              | Steeler Wappen, drei Ringe im gelben Feld                                                | 1974                | Der in Anlehnung an das Steeler Wappen so genannte Dreiringplatz wurde während der Sanierung, dem Abriss alter und dem Bau neuer Gebäude im Steeler Zentrum in den 1970er Jahren angelegt. Er verbindet die Bochumer Straße mit der Wilhelmstraße. Zuvor lag hier die Straße Ruhrbruchshof, deren Namen heute eine andere Straße östlich der Grenoblestraße trägt. Vor dem Zweiten Weltkrieg hieß der Platz am südlichen Ende der Dreiringstraße Dreiringplatz (vormals Lindemannsplatz). | Dreiringplatz                                       |
| Dreiringstraße          | 280                                   | Steeler Wappen, drei Ringe im gelben Feld                                                | 20. Nov. 1937       | Die in Anlehnung an das Steeler Wappen so genannte Dreiringstraße wurde zuvor Friedrichstraße genannt. Sie verbindet teils als Fußgängerzone die Wilhelmstraße mit dem Hünninghausenweg. | ehemalige Sparkasse Steele, Dreiringstraße          |
| Eickelkamp              | 170                                   | Eickelkamp, Flurname                                                                     | 25. Feb. 1937       | Die Straße Eickelkamp hieß seit 1890 Elisenstraße. Sie verbindet die Dreiringstraße mit der Straße Grendtor. |                                                     |
| Eligiushöhe             | 370                                   | Eligius, Heiliger                                                                        | 3. Okt. 1932        | Der Heilige Eligius war Schutzpatron der 1467 gegründeten Schmiedegilde zu Steele. Die Eligiushöhe verbindet parallel zur Steeler Straße die Rosestraße mit der Straße Am Deimelsberg. |                                                     |
| Eligiusweg              | 125                                   | Eligius, Heiliger                                                                        | 12. Dez. 1957       | Der Heilige Eligius war Schutzpatron der 1467 gegründeten Schmiedegilde zu Steele. Der Eligiusweg verbindet die Eligiushöhe mit dem Laurentiusweg. |                                                     |
| Ernst-Barlach-Straße    | 200 (alle Straßenabschnitte zusammen) | Ernst Barlach, Bildhauer Schriftsteller und Zeichner                                     | 18. Feb. 1976       | Die Ernst-Barlach-Straße ist eine Stichstraße, die nördlich vom Hellweg abzweigt. |                                                     |
| Eschenburg              | 370                                   | Eschenburg, Flurname                                                                     | 12. Dez. 1957       | Die Straße Eschenburg verläuft nördlich von der Augener Straße im Bogen auf diese zurück. |                                                     |
| Feggelerweg             | 125                                   | Feggeler, Familienname und Kotten                                                        | 13. Dez. 1961       | 1332 wird der in den Oberhof Eickenscheidt zehntpflichtige Kotten Pleershove (später Feggeler) genannt. Gerhard Feggeler war 1548 Ältester einer Steeler Bauerschaft. 1553 ist Gerridt Feggeler Bürgermeister in Steele. 1735 wurden Anna Brinckmann und ihr Ehemann Johann Heinrich Becker mit dem vier Morgen großen Feggelershof am Steeler Berg behandigt. 1796 erhielt deren Sohn Arnold Becker durch die Fürstäbtissin Maria Kunigunde von Sachsen die letzte Behandigung. Das Land des Hofs wurde im Volksmund Beckers Kamp genannt, siehe Straße Beckerskamp. Der Feggelerweg ist eine Stichstraße, die von der Köllmannstraße nach Norden abgeht. |                                                     |
| Freisenbruchstraße      | 230 (im Stadtteil)                    | Freisenbruch, Hofname und ehemalige märkische Gemeinde                                   | 1. Apr. 1919        | Der Hof Freisenbruch wird 1486 im Schatzbuch der Grafschaft Mark genannt, als Jan Vryesenbrueck drei Gulden Grundsteuer hat. Der Hof gehörte dem Kanonichenkapitel Essen und ging während der Säkularisation 1802/03 an Preußen. Aufsitzer wurde 1793 durch Einheirat die Familie Bergmann vom Bergmannshof, die es bis heute ist. Freisenbruch war auch eine von vier Gemeinden der Grafschaft Mark, aus denen 1885 das Amt Königssteele gegründet wurde. Schließlich wurde Freisenbruch zusammen mit Steele 1929 zur Stadt Essen eingemeindet. Die Freisenbruchstraße, die am 11. Januar 1977 von der Bochumer Landstraße zum Hellweg verlängert wurde, geht weiter südlich in Freisenbruch in den Schultenweg über. |                                                     |
| Friedrichswall          | 190                                   | Friedrich Walter, Gewerkschaftssekretär                                                  | um 1921             | Der Gewerkschaftssekretär der Gewerkschaft Christlicher Bergarbeiter in Essen, Friedrich Walter (* 26. Dezember 1879 in Friedrichslohra), machte sich um die Errichtung von 14 Einfamiliendoppelhäusern in dieser Straße verdient. Sie wurden 1920/21 durch die Arbeiter-Spar- und Baugenossenschaft ausschließlich für Bergleute errichtet. Entsprechend sollte die Straße Friedrich-Walter-Straße heißen, woraus aus heute nicht mehr nachvollziehbaren Gründen bei der Gemeinderatssitzung der Name Friedrichswall wurde. Friedrich Walter starb am 12. April 1950 in Wolfsburg. Der Friedrichswall verbindet den Hellweg mit der Augener Straße. |                                                     |
| Fürstinstraße           | 320                                   | Franziska Christine von Pfalz-Sulzbach, Fürstäbtissin des Stiftes Essen                  | 26. März 1909       | Die Straße wurde in Erinnerung an die Fürstäbtissin Franziska Christine so benannt, da sie in Steele durch ihre Stiftung die Errichtung des Waisenhauses ermöglichte. Die Fürstinstraße führt von der Buschstraße die Krayer Straße querend zum Nottebaumskamp. |                                                     |
| Graffweg                | 480                                   | sehr alte Bezeichnung                                                                    | 18. Nov. 1890       | Die Bezeichnung Graffweg ist sehr alt. Der Weg war einst vielfach länger und Teil einer alten Völkerstraße zwischen Rhein und Weser, dabei auch als Teil des Hellwegs. Der Begriff Graff oder Graf kommt von Gracht (Graben), durch tiefe Spuren von Wagenrädern eingegrabener Weg, via concava. Eine Ausbesserung des Weges ist für das Jahr 1718 belegt. Vor 1890 nannte man den Graffweg auf heutiger Länge auch Seilergraben. Der Graffweg verbindet heute die Straße Hiltrops Kamp mit der Paßstraße. | Graffweg 8                                          |
| Grendbach               | 470                                   | Grendbach, Gewässer                                                                      | 20. Nov. 1937       | Der Grendbach war ein Nebenfluss der Ruhr, der nahe dem Hof Schulte Vieting entsprang und an der Spillenburg in die Ruhr mündete. Vor 1937 hieß die Straße einfach Bachstraße. Heute verläuft die Straße Grendbach südlich parallel zur Westfalenstraße im Bereich zwischen dem Hünninghausenweg und der Straße Grendtor. |                                                     |
| Grendgasse              | 140                                   | Grend, Gemeinheitsgrundstück                                                             | 18. Nov. 1890       | Der am 4. Dezember 1410 urkundlich erwähnte Name Grend bezeichnete ein sumpfiges Wiesengelände, das als Gemeinheitsgrundstück galt. 1866 wird Georg Wilhelm Ruhrbruch als Besitzer von Grundstücken Aufm Grund (Auf dem Grind) genannt. Am 2. November 1823 kam es zur Teilung der Gemeinheit. Die Grendgasse verläuft in einem Bogen von der Straße Alte Zeilen zur Dreiringstraße im alten Stadtkern Steeles. | Steeler Stadtmauerrest, Grendgasse                  |
| Grendplatz              | 50 × 40                               | Grend, Gemeinheitsgrundstück                                                             | 20. Nov. 1890       | Der am 4. Dezember 1410 urkundlich erwähnte Name Grend bezeichnete ein sumpfiges Wiesengelände, das als Gemeinheitsgrundstück galt. 1866 wird Georg Wilhelm Ruhrbruch als Besitzer von Grundstücken Aufm Grund (Auf dem Grind) genannt. Am 2. November 1823 kam es zur Teilung der Gemeinheit. Der Grendplatz liegt im Steeler Zentrum und ist seit den 1970er Jahren Fußgängerzone. In ihn münden die Hansa- und die Bochumer Straße; die Straße Grendtor begrenzt den Platz im Westen. | Grendplatz mit Mariensäule                          |
| Grendtor                | 270                                   | Grendtor, Tor der Steeler Stadtmauer                                                     | 14. März 1978       | Das Grendtor, auch Grindporthe oder Lattgesporthe, war ein südliches Tor der einstigen Steeler Stadtmauer. Die Straße, die seit 1874 auch Ruhrstraße hieß, führt von der Paßstraße in einem Bogen am Grendplatz vorbei bis zur Henglerstraße. | Grendtor                                            |
| Grenoblestraße          | 890                                   | Grenoble, Partnerstadt von Essen                                                         | 20. Aug. 1980       | Seit 1974 ist die französische Stadt Grenoble Partnerstadt von Essen. Die Grenoblestraße wurde nach der sogenannten Sanierung des Steeler Zentrums in den 1970er Jahren als Nord-Süd-Verbindung neugebaut und führt vom Steeler Platz zur Henglerstraße. | Grenoblestraße                                      |
| Hansastraße             | 125                                   | Hanse, Vereinigung niederdeutscher Kaufleute                                             | 1. Juni 1926        | Da die zuvor so bezeichnete Chausseestraße Sitz vieler Kaufleute und Geschäfte war, erhielt sie 1926 in Anlehnung an die Hanse den Namen Hansastraße. Die Hansastraße ist seit den 1970er Jahren als Fußgängerzone gestaltet und verbindet den Grendplatz mit dem Kaiser-Otto-Platz. |                                                     |
| Hellweg                 | 1000 (im Stadtteil)                   | Westfälischer Hellweg, mittelalterliche Völkerstraße                                     | 18. Nov. 1904       | Der Hellweg kam von Essen über den Verlauf der Steeler Straße, dann nach Süden abweichend etwa über den heutigen Graffweg nach Steele, weiter über Freisenbruch nach Bochum. Der ursprüngliche Verlauf ist durch die neuzeitliche Bebauung kaum nachvollziehbar. Die heute Hellweg genannte Straße führt von der Straße Nottebaumskamp nach Freisenbruch. |                                                     |
| Henglerplatz            | 60 × 20                               | Ignaz Hengler, Beigeordneter der Stadt Steele, Sparkassenkurator                         | um 1911             | Ignaz Hengler wurde am 10. September 1824 in Werden geboren. Durch zahlreiche Ehrenämter als Stadtverordneter und unbesoldeter zweiter Beigeordneter der Stadt Steele, Sparkassenkurator der Sparkasse Steele, Kreisdeputierter und Schiedsmann machte er sich einen Namen. In weiteren Ämtern erwarb er sich Verdienste um das öffentliche Wohl und entsprechendes Ansehen. Er starb am 14. Februar 1897 in Steele. Der Henglerplatz liegt zwischen Henglerstraße und Hünninghausenweg. |                                                     |
| Henglerstraße           | 980                                   | Ignaz Hengler, Beigeordneter der Stadt Steele, Sparkassenkurator                         | 18. Nov. 1890       | Ignaz Hengler wurde am 10. September 1824 in Werden geboren. Durch zahlreiche Ehrenämter als Stadtverordneter und unbesoldeter zweiter Beigeordneter der Stadt Steele, Sparkassenkurator der Sparkasse Steele, Kreisdeputierter und Schiedsmann machte er sich einen Namen. In weiteren Ämtern erwarb er sich Verdienste um das öffentliche Wohl und entsprechendes Ansehen. Er starb am 14. Februar 1897 in Steele. Die Henglerstraße führt von der Westfalenstraße bis zur Grenoblestraße, wo sie als Bochumer Landstraße weiter führt. Ab der Kurt-Schumacher-Brücke nach Osten hieß sie bis zum 22. August 1979 Ruhrau und führt bis heute mit diesem Namen weiter in Horst. |                                                     |
| Hertigerstraße          | 280                                   | Leo Hertiger, Vikar in Steele                                                            | 13. Juni 1932       | Leo Hertiger wurde in Lette geboren und kam wahrscheinlich 1664 als Verwalter einer Vikarie nach Steele. Er stiftete aus seinem Vermögen zwischen 1698 und seinem Tod die neue Vikarie St. Leonis, aus der eine Lateinschule entstand, die als Vorgängerin der Rektoratsschule, also dem heutigen Carl-Humann-Gymnasium, das sich an der Hertigerstraße befindet, gesehen werden kann. Leo Hertiger starb am 28. April 1700 in Steele. Die Hertigerstraße, die ursprünglich Christinenstraße hieß, bildet eine Verbindung zwischen Steeler Straße und Laurentiusweg. |                                                     |
| Hiltrops Kamp           | 240                                   | Hiltrop, Familien- und Flurname                                                          | 1. Juni 1926        | Aus dem Namen der Familie Hiltrop ging der Name der Flur hervor. In einer Urkunde wird Philipp Hiltrop genannt, als er der Laurentiuskirche 1000 Reichstaler lieh. Wirich Hiltrop teilte zur Zeit der Essener Fürstäbtissin Maria Clara von Spaur (1614 bis 1644) das Äbtissinnenverzeichnis auf und wurde damit bekannt. 1668 ist in der Landmatrikel zu lesen, dass der Hiltropffs Kamp in Steele vom Rüttenscheider Johan Gebrandt gepachtet wurde. 1827 ist noch einmal der Hiltrops Kamp nachgewiesen. Die heutige Straße Hiltrops Kamp, die einst Carlstraße hieß, verbindet die Steeler Straße mit dem Laurentiusweg. | Jüdischer Friedhof Hiltrops Kamp                    |
| Hochstraße              | 210                                   | Hohe Lage                                                                                | 26. März 1909       | Die Hochstraße, die zuvor IV. Rottstraße hieß, führt westlich von der Krayer Straße hinauf zur Buschstraße. |                                                     |
| Holbecks Hof            | 370                                   | Holbecks Hof, Hofname                                                                    | 20. Nov. 1937       | Der Hof lag vor den Toren der Stadt Steele und wird 1332 im Kettenbuch genannt. Der Name leitet sich vom Holzbach ab, der aus dem Eickenscheidter Wald kam. 1626 behandigt die Essener Fürstäbtissin Maria Clara von Spaur den ledigen Dietrich, Sohn von Everhart Holtbecke und seiner Gattin Trine, an die in den Oberhof Eickenscheidt gehörende Holtbeckhove. Joh. Dietrich Holbeck wird 1756, seine Schwiegertochter Anna Wilh. Hinderfeld 1780 behandigt. Nachdem 1794 die neue Landstraße von Essen nach Steele gebaut wurde, eröffnete Bernhard Holbeck an dieser eine Wirtschaft, die im denkmalgeschützten Fachwerkhaus an der Steeler Straße 599 (ehemals Hexe) heute geschlossen ist. Die Straße Holbecks Hof, die zuvor Mühlenweg hieß, führt von der Steeler Straße nach Nordwesten Richtung Mählerweg. |                                                     |
| Hünninghausenweg        | 700                                   | Hermann Albert Hünninghausen, Glasfabrikant und Kommerzienrat                            | 20. Nov. 1937       | Der im Jahre 1700 in Rittershausen geborene Hermann Albert Hünninghausen gründete 1723 die Königliche Glasmanufaktur in Königssteele und damit die erste westdeutsche Glasbläserei. Weitere ähnliche Gründungen folgten seiner Initiative. Auch als Pionier der Ruhrschifffahrt machte sich Hünninghausen einen Namen. Er starb am 5. Februar 1769 in Steele. Der Hünninghausenweg, der einst Lindenstraße und in östlicher Verlängerung Lindemannstraße hieß, verläuft zwischen Westfalen- und Krahwinkestraße nördlich parallel zur Henglerstraße. | Hünninghausenweg                                    |
| Humannstraße            | 120                                   | Carl Humann, Archäologe und Ehrenbürger der Stadt Steele                                 | 24. Feb. 1899       | Carl Humann, der den Pergamonaltar entdeckte, wurde zum Ehrenbürger der Stadt Steele. Das Karl-Humann-Gymnasium wurde 1934 nach ihm benannt. Die Humannstraße, die zuvor Karl-Humann-Straße hieß, liegt zwischen der Straße Isinger Tor und der Kaiser-Wilhelm-Straße. |                                                     |
| Im Kirchspiel           | 120                                   | Gruppe alter Häuser unterhalb der Kirche                                                 | 23. Feb. 1954       | Die Bezeichnung rührt von der Lage der alten Häusergruppe unterhalb des Kirchbergs her, auf dem die Laurentiuskirche steht. Die Straße, die einst Kirchstraße und dann Alt-Steele hieß, verbindet dort in einem westlichen Bogen den Kaiser-Otto-Platz mit der Hansastraße. |                                                     |
| Im Schee                | 160                                   | Im Schee, Flurname                                                                       | 13. Okt. 1953       | Der Name der Flur Im Schee ist von an der Scheide im Sinne von Grenze abgeleitet. Sie liegt am heutigen Mählerweg, damals Mühlenweg. Die Stichstraße Im Schee verläuft von der Tamperestraße abgehend südlich parallel zum Mählerweg. |                                                     |
| Im Steeler Rott         | 350                                   | Rott, von Rodung (Wald)                                                                  | 22. Mai 1946        | Durch Rodung eines Teils des Eickenscheidter Waldes entstand das Steeler Rott. So nannte man die Straße zuvor Rottstraße. Einst gab es die I., II., III. und IV. Rottstraße. Die heutige Straße Im Steeler Rott verläuft von der Buschstraße über die Krayer Straße zur Straße Lohmühlental. |                                                     |
| Isinger Tor             | 90                                    | Isinger Tor, ehemaliges Stadttor                                                         | 1. Juni 1926        | Am Ende des einstigen Steinwegs, der ab 1890 Isinger Straße hieß, stand die Knops-Porthe, das spätere Isinger Tor. Hier führte einerseits der Hellweg den Steeler Berg hinauf nach Westen, andererseits befand sich hier eine Mühle, deren Besitzer seit 1667 der Bauer Schulte-Ising war. Nachdem sie 1818 runderneuert worden war, brannte sie 1842 mit dem angrenzenden Tor ab, dessen Reste man niederlegte. Die Mühle wurde zunächst wieder aufgebaut. Die heutige Straße Isinger Tor kommt von der Grenoblestraße und geht in einer Linkskurve in die Humannstraße über. |                                                     |
| Joseph-Boismard-Weg     | 190                                   | Joseph Boismard, Ehrenbürger der Stadt Steele                                            | 20. Nov. 1937       | Der am 27. Januar 1834 auf Burg Gudenau bei Bonn geborene Kaufmann war unbesoldeter Beigeordneter der Stadt Steele, zwischen 1877 und 1910 Stadtrentmeister und Ehrenbürger von Steele. Er starb am 17. September 1911 in Steele und ist auf dem Laurentiusfriedhof beigesetzt worden. Der Joseph-Boismard-Weg, der zuvor Schulstraße hieß, verbindet die Westfalenstraße mit dem Hünninghausenweg. | Joseph-Boismard-Weg                                 |
| Käthe-Kollwitz-Straße   | 90                                    | Käthe Kollwitz, Grafikerin, Malerin und Bildhauerin                                      | 18. Feb. 1976       | Die Käthe-Kollwitz-Straße war zuvor Teil der heute westlich durch den Bau der Grenoblestraße abgeschnittenen Straße Neuholland. So endet sie heute von der Bochumer Straße abzweigend als Sackgasse. Bis zum Zweiten Weltkrieg trug sie den Namen Klarastraße. |                                                     |
| Kaiser-Otto-Platz       | 110 × 30                              | Otto I. der Große, Römisch-deutscher Kaiser                                              | 14. Mai 1938        | Der heutige südliche Teil des Platzes war im Ursprung der Neumarkt. 1860 wurde er einfach Markt und 1934 Hansamarkt genannt. Nördlich lag der ebenfalls 1934 so benannte Isinger Markt. Beide Plätze zusammen wurden 1938, aus Anlass der Jahrtausendfeier eines Reichstages, den Otto I. im Jahr 938 in Steele abhielt, und auf Wunsch der Bürger, zum Kaiser-Otto-Platz. | Kaiser-OttoPlatz                                    |
| Kaiser-Wilhelm-Platz    | 70 × 50                               | Wilhelm I., Deutscher Kaiser                                                             | 5. Aug. 1936        | 1936 wurde der Kaiser-Wilhelm-Platz zwischen der Kaiser-Wilhelm-Straße und der hier heute nicht mehr existierenden einst längeren Ahestraße angelegt. | Kaiser Wilhelm-Platz                                |
| Kaiser-Wilhelm-Straße   | 310                                   | Wilhelm I., Deutscher Kaiser                                                             | 5. Juni 1934        | Die nach Kaiser Wilhelm I. ursprünglich benannte Wilhelmstraße wurde 1875 in Kaiserstraße umbenannt. Vom Kaiser-Otto-Platz kommend verlief sie einst an der Friedenskirche vorbei und nahezu gerade weiter bis zur heutigen Kreuzung Bochumer Landstraße/Grenoblestraße. Seit der Steeler Stadtsanierung in den 1970er Jahren zweigt sie an der Friedenskirche nach Süden ab und geht in die Krahwinkelstraße über. | Friedenskirche an der Kaiser-Wilhelm-Straße         |
| Kaldemorgenweg          | 380 (alle Straßenabschnitte zusammen) | Kaldemorgen, Hofname                                                                     | 8. Mai 2001         | Die Geschichte des Kaldemorgenhofs geht bis ins Jahr 1500 zurück. Mit dem Bau des Schulzentrums an der Wolfskuhle 1968, heute Gymnasium und Erich-Kästner Gesamtschule, wurde der Hof schließlich niedergelegt. Der Kaldemorgenweg zweigt nördlich vom Hellweg ab und bildet eine Sackgasse. |                                                     |
| Knappschaftshöhe        | 150                                   | Nahe Lage am Knappschaftskrankenhaus                                                     | 20. Nov. 1937       | Die zuvor Luisenweg genannte Straße Knappschaftshöhe wurde nach dem 1927 erbauten, benachbarten Knappschaftskrankenhaus benannt. Die Straße Knappschaftshöhe ist eine südlich vom Laurentiusweg abgehende Stichstraße. |                                                     |
| Köllmannstraße          | 230                                   | Köllmann, Hofname                                                                        | vor 1911            | Der Hof Köllmann war ein Behandigungsgut in den Oberhof Eickenscheidt gehörig. Der Name geht in die Mitte des 15. Jahrhunderts zurück und war 1828 rund 21 Morgen groß. Die Köllmannstraße verbindet den Steeler Pfad mit der Krayer Straße. |                                                     |
| Koloniestraße           | 200                                   | Kolonie, andere Bezeichnung für Siedlung                                                 | um 1912             | Etwa 1912 errichtete der Bauunternehmer Zobel eine Arbeiterkolonie. Der Gemeinderat entschied sich bei der Auswahl der Straßennamen von Kolonie-, Feld- oder Zobelstraße für die Koloniestraße. Sie verbindet die Steeler Bergstraße mit der Straße Eschenburg. |                                                     |
| Krahwinkelstraße        | 170                                   | Krahwinkel, Hofname                                                                      | 30. Jan. 1925       | Der einst zu Bergerhausen gehörige Hof kam durch Umgemeindung in den 1870er Jahren zu Steele. Der Name des Ministerialen Johan von Crawinkel wird 1320 in einer Urkunde erwähnt. Im 17. Jahrhundert gehörte das Gut Kramwinkel zum Stift Rellinghausen. Johann Everhard Kütter und Anna Catharina Krawinkel erhielten den Hof 1762 in Leibgewinn auf Lebenszeit. Friedrich Pfingstmann gen. Kramwinkel löste 1832 die fiskalischen Lasten des 51 Morgen großen Erbleibgewinngutes ab und wurde uneingeschränkter Eigentümer. 1888 kaufte die Glashütte Wisthoff den Hof zwecks Betriebserweiterung. Die Krahwinkelstraße führt als Fortsetzung der Kaiser-Wilhelm-Straße auf die Henglerstraße. | Krahwinkelstraße 12                                 |
| Krayer Straße           | 800 (im Stadtteil)                    | Straße nach Kray                                                                         | 15. Jan. 1936       | Die Krayer Straße wurde im Steeler Gebiet vor 1910 Provinzialstraße und später Gelsenkirchener Straße genannt. Die Krayer Straße führt von der Grenoblestraße nordwärts nach Kray. |                                                     |
| Krekelerhang            | 140                                   | Johann Krekeler, Unternehmer                                                             | 18. Sep. 1969       | Der am 29. Juli 1865 in Höxter geborene Johann Krekeler war Gründungs- und Vorstandsmitglied der Gemeinnützigen Wohnungsgenossenschaft Essen-West GmbH, der heutigen Wohnbau eG. Er starb am 6. April 1937 in Dortmund. Der Krekelerhang ist eine Stichstraße vom Krekelerweg abgehend. |                                                     |
| Krekelerweg             | 370                                   | Johann Krekeler, Unternehmer                                                             | 19. Jan. 1955       | Der am 29. Juli 1865 in Höxter geborene Johann Krekeler war Gründungs- und Vorstandsmitglied der Gemeinnützigen Wohnungsgenossenschaft Essen-West GmbH, der heutigen Wohnbau eG. Er starb am 6. April 1937 in Dortmund. Der Krekelerweg führt westlich der Bochumer Landstraße in einem Bogen wieder auf diese. |                                                     |
| Krimmstraße             | 270 (ohne Stichstraßen)               | Krimm, Lagebezeichnung im Kataster 1886                                                  | 26. März 1909       | Die Benennung resultiert aus einer sogenannten Massenbezeichnung (Nummerierungsbezirk) zwischen Mettenstraße und der Grenze zu Huttrop, wobei die Namensherkunft unklar ist. Der Begriff Krimm taucht erstmals in einem Kataster im Jahr 1886 auf und könnte nach dem Krimkrieg 1853 bis 1856 aufgekommen sein. In dieser Zeit gab es Auseinandersetzungen zwischen Essenern und Steelensern nahe der Straße Döppelhahn. Die Schreibweise Krimm mit zwei m, die auch in der seit 1890 gebräuchlichen Bezeichnung In der Krimm vorkam, kann auf einen Fehler zurückzuführen sein. Die Krimmstraße verbindet den Langmannskamp mit der Steeler Straße. |                                                     |
| Kurt-Schumacher-Brücke  | 100 (im Stadtteil)                    | Kurt Schumacher, erster SPD-Vorsitzende nach dem Zweiten Weltkrieg                       | 17. Feb. 1982       | Der 1954 nach dem Zweiten Weltkrieg wiederaufgebaute Ruhrbrücke, die Steele über die Ruhr mit Überruhr-Hinsel verbindet, wurde nach dem ersten SPD-Vorsitzenden nach dem Krieg, Kurt Schumacher, benannt. | Kurt-Schumacher-Brücke                              |
| Langmannskamp           | 700                                   | Langmann, Familien- und Flurname                                                         | 18. Nov. 1890       | 1603 werden die Eheleute Claiss und Catherine Langmans aus Steele genannt, die das Doppelhangud zu Haverscheide erwarben und deren Erben es noch lange Zeit besaßen. In der Landmatrikel von 1668 werden neun Morgen Land erwähnt, die zum Hof Döppelhahn gehörten und durch die Herrschaft Hermann Langemanß in Steele gebraucht wurden. 1761 kaufte die aus Frillendorf stammende Witwe Maria Elisabeth Stad gen. Terboven den Kotten der Familie Langmans ab. 1795 wird der vom Ackerbau lebende Albert Langman in Steele genannt. Der Langmannskamp verläuft vom Holbecks Hof nördlich parallel zur Steeler Straße zum Mählerweg. |                                                     |
| Laurentiusweg           | 1250 (im Stadtteil)                   | Laurentiuskirche, -kloster und -hospital                                                 | 18. Nov. 1890       | Die im Ursprung Krankenhausweg genannte Straße verläuft von der Paßstraße, und damit von der Laurentiuskirche aus, bergan, am ehemaligen Laurentiushospital (heute Seniorenstift) vorbei, bis zur Dinnendahlstraße in Huttrop. | ehemaliges Laurentius-Hospital am Laurentiusweg     |
| Lehnhäuserweg           | 160                                   | Anton Lehnhäuser, Steeler Heimatforscher                                                 | 8. Sep. 1995        | Der am 14. März 1880 in Königssteele geborene Anton Lehnhäuser war Lehrer und forschte in der Steeler Heimatgeschichte. Er starb am 8. Juni 1946 ebenfalls in Steele. Der Lehnhäuserweg ist eine östliche Stichstraße der Straße Am Stadtgarten. |                                                     |
| Lohdiekweg              | 150                                   | Wall am Lohmühlenteich                                                                   | 15. Jan. 1936       | Der zunächst Grenzstraße, später Am Grenzgraben, genannte Lohdiekweg ist nach einem Wall bzw. einem Deich (niederdeutsch: Diek) am Lohmühlenteich benannt. Der Lohdiekweg verbindet die Krayer Straße mit der Straße Lohmühlental und bildet dabei die Grenze zu Kray. |                                                     |
| Lohmühlental            | 530 (im Stadtteil)                    | Lohmühle, ehemalige Mühle in Kray                                                        | 15. Jan. 1936       | Die Straße führte einst zur Lohmühle in Kray und hatte im Laufe der Zeit folgende Bezeichnungen: bis etwa 1900 Kleine Grenzstraße, dann Grenzstraße, 1909 Strickerstraße, 1929 Am Grenzgraben und von 1929 bis 1936 Am Lohdiek. Die Straße Lohmühlental führt vom Nottebaumskamp nordwärts bis zum Lohdiekweg und weiter in Kray. |                                                     |
| Mählerweg               | 960                                   | Peter Mähler, Steeler Bürger und Pächter von Ackerland                                   | 20. Nov. 1937       | Peter Mähler, genannt Peter von Haltern, war um 1666 Pächter von Ackerland bei Doppelhanss Lenderey. Es kam zu langwierigen Prozessen wegen einer Wegegerechtigkeit, denn zusammen mit dem Besitzer des Hofs Deimelsberg, Evert Demelsberg, machte Mähler den Besitzern des Kottens Döppelhahn, dem Steeler Bürgermeister Trappmans und seiner Ehefrau Anna Langmans, den Weg zu Dopelhans Kempe streitig. Der Mählerweg, der seit 1897 Mühlenweg und ab 1908 Am Döppelhahn hieß, führt von der Straße Holbecks Hof zum Langmannskamp, wobei er teilweise die Grenze zu Huttrop bildet. |                                                     |
| Mettenstraße            | 350                                   | unklar, vermutlich Lagebezeichnung                                                       | vor 1890            | Die Namensherkunft ist nicht eindeutig belegbar und möglicherweise eine Lagebezeichnung. Viele Häuser an der Straße wurden nach 1870 von Ignaz Hengler errichtet. Die Mettenstraße führt von der Steeler Straße zum Mählerweg. |                                                     |
| Neue Liebe              | 80                                    | Liebe, Lebensgefühl                                                                      | 25. März 1952       | Heimatvertriebene und Flüchtlinge schlossen sich am 1. Februar 1950 zur Neuland Gem. Wohnungsbau- und Siedlungsgenossenschaft zusammen. Sie ließen günstige Eigenheime für ihren Personenkreis bauen. Da für das Verlorengegangene und Liebgewonnene etwas Neues geschaffen wurde, nannte man die neuen Straßen der Siedlung Neue Liebe und Neuland. Die Straße Neue Liebe verbindet die Dischstraße mit der Schönscheidtstraße. |                                                     |
| Neuholland              | 300                                   | Neu-Holland, Glaswerk einer holländischen Gesellschaft                                   | 14. Nov. 1935       | 1760 errichtete eine holländische Gesellschaft unter der Leitung des Steelensers Nottebaum ein Glaswerk, das in Bezug auf die Holländische Beteiligung Neu-Holland genannt wurde. Der Betrieb des Werks, das etwa auf dem heutigen Parkgelände zwischen Schäpenkamp und Villenweg lag, lief nur einige Zeit gut. Der heutige Straßenzug hieß zuvor seit 1909 Gartenstraße und seit etwa 1912 Turmstraße. Heute verläuft die Straße Neuholland von der Steeler Bergstraße nach Westen nördlich parallel zur Bahntrasse und endet als Sackgasse. Von diesem Ende aus war sie zwischen 1946 und 1976 unter der Eisenbahn hindurch mit der heutigen Käthe-Kollwitz-Straße verbunden, die in dieser Zeit ebenfalls den Namen Neuholland trug. |                                                     |
| Neuland                 | 140                                   | Neuland, neues Land für Vertriebene und Flüchtlinge                                      | 25. März 1952       | Heimatvertriebene und Flüchtlinge schlossen sich am 1. Februar 1950 zur Neuland Gem. Wohnungsbau- und Siedlungsgenossenschaft zusammen. Sie ließen günstige Eigenheime für ihren Personenkreis bauen. Da für das Verlorengegangene und Liebgewonnene etwas Neues geschaffen wurde, nannte man die neuen Straßen der Siedlung Neue Liebe und Neuland. Die Straße Neuland verbindet die Dischstraße mit der Schönscheidtstraße. |                                                     |
| Nordstraße              | 160                                   | Nordgrenze der ehemaligen Stadt Steele                                                   | 22. Okt. 1901       | Die Nordstraße liegt an der Nordgrenze der ehemaligen Stadt Steele. Sie verbindet die Straße Lohmühlental mit der Krayer Straße. |                                                     |
| Nottebaumskamp          | 700 (im Stadtteil)                    | Nottebaum, Familien- und Flurname                                                        | vor 1897            | Seit 1713 ist die Familie Nottebaum, deren Ursprung auf dem Hof Nottebaum in Rhynern liegt, in Steele belegt. Dieser Hof Nottebaum war ein Unterhof des probsteilichen Essener Oberhofs Eving. 1795 wird Jacob Nottebaum als Wirt und der Besitz als Behandigungsgut genannt, ebenso als Grundherrschaft dazu die fürstliche Abtei zu Essen. 1805 war Jacob Nottebaum auch mit der Kahrmannshove in Steele behandigt. Das Steeler Waisenhaus hatte um 1830 einen Johann Nottebaum als Rentmeister. Der Nottebaumskamp verläuft von der Grenoblestraße nach Norden weiter in den Nachbarstadtteil Leithe. |                                                     |
| Osterweg                | 115                                   | August Oster, Geistlicher                                                                | 12. Dez. 1957       | Der am 26. Juni 1870 in Aachen geborene August Oster war Pfarrer und Dechant an der Laurentiuskirche. Er starb am 4. März 1935 in Steele und wurde auf dem Laurentiusfriedhof beigesetzt. Der Osterweg verbindet die Eligiushöhe mit dem Laurentiusweg. |                                                     |
| Paßstraße               | 400                                   | Am Pasche, Lagebezeichnung                                                               | 18. Nov. 1890       | Der Straßenname geht auf die alte Lagebezeichnung am Pasche zurück. 1479 wird in einer Urkunde der Verkauf eines Hauses und Hofs am Pasche erwähnt. Die Paßstraße führt von der Westfalenstraße bergan, an der Laurentiuskirche vorbei und bergab weiter zur Grenoblestraße. | Laurentiuskirche an der Paßstraße                   |
| Pfalzgräfinstraße       | 150                                   | Franziska Christine von Pfalz-Sulzbach, Essener Äbtissin, geborene Pfalzgräfin bei Rhein | 22. Mai 1946        | Die Benennung erfolgte in Gedenken an die Essener Fürstäbtissin Franziska Christine, eine geborene Pfalzgräfin bei Rhein. Die Pfalzgräfinstraße verbindet die Straße Nottebaumskamp mit der Krayer Straße. |                                                     |
| Pinxtenweg              | 110                                   | Pinxten, Familien- und Hofname                                                           | 13. Juni 1966       | Johan Pinxten und seine Gattin Teye werden 1523 vom Stift Rellinghausen mit einem Hof behandigt. 1826 ist Wilhelm Pfingstmann (so der jetzige Name) Aufsitzer. Nach Aussterben des Geschlechts Pfingstmann um 1850 gelangte der Hof durch Erbfolge an Wilhelm Bomermann aus Günningfeld. Nachdem der Neffe seines unverheirateten Sohns Erbe wurde, kam der Hof nach 1918 durch Verkauf an den Landwirt Kaldemorgen. Der Pinxtenweg ist eine nördlich abgehende Stichstraße vom Hellweg. |                                                     |
| Plümers Kamp            | 100                                   | Plümer, Familien- und Hofname                                                            | 25. Feb. 1937       | Der Tagelöhner Engelbert, der Steinhauer Wilhelm und die Wirte Albert und Heinrich Plümer werden 1795 in Steele genannt. Die zuvor Theodorstraße genannte Straße Plümers Kamp verbindet den Hünninghausenweg mit dem Eickelkamp. |                                                     |
| Poschfüerhöhe           | 120                                   | Poschfüer, mundartlich für ein Osterfeuer                                                | 20. Nov. 1937       | Immer am ersten Ostertag wurde einst auf Höhe des späteren Stadtgartens weit ins Ruhrtal sichtbar ein Osterfeuer abgebrannt. Man nannte das Feuer Poschfüer und die Feuerstelle selbst Poschnokken. Die 1909 Heinrich- und 1926 Schulzstraße genannte Straße führt heute als Poschfüerhöhe von der Büssemstraße zur Schnütgenstraße. |                                                     |
| Rauhhölterberg          | 230                                   | Rauhhölter, rauh Holz für den Bau                                                        | 20. Nov. 1937       | In der Begründung der Namensgebung von 1937 heißt es: 1689 war der Weg nach Bochum auf dem sogenannten Amtsmannsberg in sehr schlechtem Zustand. Auf Befehl des Kurfürsten von Brandenburg trat eine Rotte märkischer Bauern sofort zur Ausbesserung an. Als Baumaterial wurden in den benachbarten Steinbrüchen Steine gebrochen und in den Büschen rauh Holz oder Rauhölter gehauen und herbeigeschafft. Der Rauhhölterberg verbindet die Straße Schäpenkamp mit der Steeler Bergstraße. |                                                     |
| Rosestraße              | 230                                   | Rose, Name einer alteingesessenen Steeler Familie                                        | 28. Feb. 1928       | Die heutige Rosestraße hieß ursprünglich Turmstraße, wurde am 1. Juni 1926 Teil der Straße Am Stadtgarten und 1928 zur Rosestraße. Zwischen 1926 und 1928 hieß der nördliche Teil der heutigen Straße Am Stadtgarten mit der Tamperestraße zusammen zunächst Rosestraße. Die Familie Rose ist seit dem 17. Jahrhundert nachweisbar. Da gab es die Gaststätte Zur weißen Rose am heutigen Isinger Tor sowie die Rosesche Fundation, eine Stiftung zur Ausbildung und Unterstützung Familienangehöriger, die 1705 durch den Pfarrer Michael Rose gegründet wurde. Die Rosestraße verbindet den Laurentiusweg mit der Steeler Straße. |                                                     |
| Ruhrbruchshof           | 175                                   | Ruhrbruch, Hofname in Königssteele                                                       | 18. Sep. 1974       | Der Ruhrbruchshof wird erstmals im Schatzbuch der Grafschaft Mark genannt. Grundeigentümer war der Erbschenk des Stiftes Essen, Freiherr von Düngelen. Der Hof lag an den Grenzen der Grafschaft Mark, des Stiftes Essen und des Stiftes Rellinghausen. Nachdem der Hof 1664 den Freiherren von der Borg auf Haus Langendreer gehörte, ging er 1685 durch erblichen Ankauf an den Aufsitzer Ruhrbruch. Nach 1734 wurde der Hof durch die Witwe Ruhrbruch an Heinrich Wulf aus Eiberg, der sich weiter Ruhrbruch nannte, veräußert. Im Laufe der Zeit wurden Teilgrundstücke für Wohnbebauung und die Glashütte verkauft. Die kleine Straße Ruhrbruchshof lag ursprünglich dort, wo sich heute der Dreiringplatz befindet. Durch die Sanierung des Steeler Zentrums in den 1960er und 1970er Jahren wurde sie überbaut und die heutige Stichstraße östlich der Grenoblestraße Ruhrbruchshof genannt. |                                                     |
| Schäpenkamp             | 360                                   | Schäpenkamp, Flurname                                                                    | 21. Okt. 1938       | Der Schäpenkamp führt von der Straße Neuholland bergan zur Augener Straße. |                                                     |
| Scheidtmanntor          | 60                                    | Scheidtmann, Familienname, Mühlenbetreiber                                               | 1. Juni 1926        | Der Name Scheidtmanntor kommt 1792 erstmals vor und geht auf den Namen der Familie zurück, die die vor dem Steeler Stadttor liegende Mühle betrieb. Zuvor hieß die Straße Pennekampstor. Die Straße Scheidtmanntor liegt im Steeler Zentrum und verbindet die Paßstraße mit dem Brinkerplatz. |                                                     |
| Schnütgenstraße         | 320                                   | Alexander Schnütgen, Theologe, Kunstsammler                                              | 15. Juni 1927       | Die nach dem Theologen, Priester und Kunstsammler benannte Straße hieß zuvor Ottostraße. Die Schnütgenstraße verläuft von der Straße Am Stadtgarten nach Westen und in einem Knick auf den Laurentiusweg. | Schnüttgenstraße 3–5                                |
| Schönscheidtstraße      | 250 (im Stadtteil)                    | Hof Schulte-Schönscheidt                                                                 | 12. Juli 1929       | Der Hof Schulte-Schönscheidt war ein Erbleibgewinngut des Stiftes Stoppenberg. In der Landmatrikel von 1668 wird der Aufsitzer Schult zu Schönscheidt des rund 83 Morgen großen Hofs genannt. Bei Ablösungsverhandlungen 1831 war der Hof rund 166 Morgen groß. 1866 war Heinrich Philipp Schönscheid zu Kray Eigentümer. Der in Steele liegende Teil der Schönscheidtstraße hieß ursprünglich Äbtissinstraße. Die Schönscheidtstraße verläuft von der Buschstraße in nordwestlicher Richtung nach Kray. |                                                     |
| Spillenburgstraße       | 770                                   | Spillenburgmühle                                                                         | 19. Sep. 1910       | Die Spillenburgmühle wurde 1418 durch die Essener Fürstäbtissin Margarete von der Mark-Arensberg († 1429) erbaut. Zuvor hatte hier bereits eine Mühle gestanden. Die Äbtissin 1423 ihren Besitz an die Münsterkirchenfabrik. 1685 verkaufte die Fürstäbtissin Anna Salome von Salm-Reifferscheidt die Mühle des Stiftes Essen für 6000 Taler an Arnold Johan Vietinghoff genannt Schele zu Schellenberg und Ripshorst. 1807 pachtete die Gewehrfabrikanten Pieul und Pelletier auf der Spillenburg die Bohrmühle für Gewehrläufe. Doch kurz darauf ging die Gewehrindustrie unter. Es gab hier zwei weitere Mühlen, die vom Müller Humann betrieben wurden. 1911 gingen die Spillenburg, das Ruhrwehr und alle Gerechtsame durch Verkauf des Freiherrn von Schell an die Stadt Essen über. Sie sicherte sich damit die Wasserversorgung des 1863 erbauten Wasserwerks. Die Mühlenanlagen mussten einer Turbinenanlage zur Stromerzeugung weichen. Die Spillenburgstraße trug 1897 den Namen Koppstraße und hieß zwischen 1904 und 1908 Spillenburger Weg. Sie bildet den Grenzverlauf zu Huttrop und Bergerhausen und verbindet dabei die Steeler Straße mit der Westfalenstraße. |                                                     |
| Steeler Bergstraße      | 630                                   | Steile Straße den Steeler Berg hinauf                                                    | 8. März 1977        | Bis um die Mitte des 18. Jahrhunderts wurde in Königssteele der Name Steelerberg für die Bauerschaft, Ruhrbruchshof und einige Kötter verwendet. Das zur Grafschaft Mark gehörige Königssteele wird in einer Urkunde erstmals 1718 genannt. Die Straße, die zuvor nur Bergstraße hieß, ist nach der Lage am Steeler Berg benannt. Sie führt von der Bochumer Landstraße steil zum Hellweg hinauf. |                                                     |
| Steeler Pfad            | 370 (im Stadtteil)                    | Pfad bei Steele, Lagebezeichnung                                                         | 12. Juli 1929       | Der Steeler Pfad, der zuvor Ottilienstraße hieß, verläuft von der Straße Woldrüggen zur Straße Zum Oberhof, wobei sie die Grenze nach Kray bildet und im Norden dort weiterführt. |                                                     |
| Steeler Platz           | 170 × 50                              | Platz in Steele, Lagebezeichnung                                                         | 15. Jan. 1936       | Der Steeler Platz, zu dem auch der S-Bahn-Haltepunkt Essen-Steele gehört, bildet neben dem Essener Hauptbahnhof einen der wichtigsten Verkehrsknoten des ÖPNV in Essen. In den 1970er Jahren entstand das noch heute gültige Konzept, mit Bussen zentral den Verkehrsplatz anzusteuern und von dort aus die Fahrgäste mit S- und Straßenbahn in Richtung Stadtmitte zu befördern. Der Steeler Platz grenzt nördlich an die Steeler- und östlich an die Krayer Straße. | Steeler Platz                                       |
| Steeler Straße          | 1410 (im Stadtteil)                   | Ehemalige Stadt Steele                                                                   | 15. Jan. 1936       | Die Steeler Straße, einst Steeler Chaussee oder Essener Straße genannt, ist nach der ehemaligen Stadt Steele benannt, die 1929 zur Stadt Essen eingemeindet wurde. Sie verläuft vom Steeler Platz nach Westen weiter durch Huttrop bis zum Essener Stadtkern. | ehem. Wirtshaus vom Holbeckshof, Steeler Straße 599 |
| Steinhagen              | 200                                   | Steinhagen, Flurname                                                                     | 28. Okt. 1907       | Die Straße Steinhagen, die zuvor Wisthoffstraße hieß, verbindet die Steeler Bergstraße mit dem Schäpenkamp. |                                                     |
| Tamperestraße           | 320                                   | Tampere, Partnerstadt von Essen                                                          | 21. Sep. 1971       | Tampere wurde 1959 Partnerstadt von Essen. Zur Straßentaufe kam eine Delegation aus Tampere unter der Leitung des dortigen Oberstadtdirektors Paavola. Zuvor war die Straße der nördliche Teil der Frillendorfer Straße und danach Teil der Straße Am Stadtgarten. Die Tamperestraße verbindet die Steeler Straße mit dem Mählerweg. |                                                     |
| Villenweg               | 220                                   | Villa Wisthoff, Volksmund                                                                | um 1912             | Ferdinand Wisthoff ließ auf dem Areal der Glashütte Neuholland ein großes Wohnhaus errichten, das der Volksmund Villa Wisthoff nannte. Nachdem das Haus in den Besitz der Stadt Essen kam, wurde es 1943 bei einem Bombenangriff getroffen und brannte bis auf die Grundmauern nieder. Heute ist dieses Gelände ein Park (siehe auch Straße Neuholland). Der Villenweg führt von der Augener Straße kommend hinab zur Eisenbahntrasse von Steele nach Essen. |                                                     |
| Waisenhausbrink         | 70                                    | Ländereien des Waisenhauses                                                              | 20. Nov. 1937       | Hier befanden sich einst Ländereien des Steeler Waisenhauses, das zwischen 1764 und 1769 erbaut wurde. Zwischen 1909 und 1937 trug die Straße den Namen Piekenbrockstraße. Die Straße Waisenhausbrink verbindet nördlich der Eisenbahnstrecke die Krayer- mit der Bewerungestraße. |                                                     |
| Westfalenstraße         | 1290 (im Stadtteil)                   | Preußische Provinz Westfalen                                                             | 15. Feb. 1936       | Die Westfalenstraße führt vom rheinländischen Steele nach Westfalen. Sie wurde zwischen 1848 und 1851 von der Steele-Bredeneyer Wegebau-Aktiengesellschaft als Kunststraße von Steele weiter über die Frankenstraße in Rellinghausen nach Bredeney gebaut. Die Provinzialverwaltung übernahm die Straße 1865. Auf Steeler Gebiet wurde sie zwischen 1890 und 1936 Bredeneyer Straße genannt. Die heutige Westfalenstraße beginnt am Grendplatz und führt nach Westen nördlich der Ruhr entlang in den Nachbarstadtteil Bergerhausen. | Westfalenstraße 211                                 |
| Willekestraße           | 190                                   | Alois Willeke, Geistlicher Rat                                                           | 12. Dez. 1957       | Alois Willeke wurde am 21. September 1880 in Essen geboren. Er war von 1920 bis 1928 Pfarr-Rektor an der Königssteeler Gemeinde Herz-Jesu. In Bonn starb er am 11. September 1952 als Geistlicher Rat. Die Siedlung wurde durch die Katholische Familienhilfe e. V. errichtet, deren Benennungswunsch der Straße entsprochen wurde. Die Willekestraße verbindet die Steeler Bergstraße mit dem Schäpenkamp. |                                                     |
| Woldrüggen              | 80 (im Stadtteil)                     | Woldrüggen kommt von Waldrücken                                                          | 11. Dez. 1931       | Die Namensgebung soll an den einstigen Eickenscheider Wald erinnern. Die Straße Woldrüggen führt vom Äbtissinsteig in nordwestlicher Richtung nach Kray. |                                                     |
| Wolfskuhle              | 720 (alle Straßenabschnitte zusammen) | Wolfskuhle, Flurname                                                                     |                     | Die Flur Wolfskuhle wird als Wulfeskuhle 1685 genannt. Die Straße Wolfskuhle führt im Bogen nördlich des Hellwegs wieder auf diesen zurück. |                                                     |
| Zum Oberhof             | 240 (im Stadtteil)                    | Oberhof Eickenscheidt                                                                    | 12. Juli 1929       | Der Oberhof Eickenscheidt gehörte zum Stift Essen. Die Eheleute Friedrich Theodor Nienhausen gen. Eickenscheidt und Christine geborene Schulte-Oestrich waren am 18. Mai 1806 Letztbehandigte des 509 Morgen großen Hofes. Die Straße Zum Oberhof, die zuvor den Namen Herrmannstraße trug, führt von der Krayer Straße als Grenze zu Kray zum Steeler Pfad und von dort westlich weiter in Kray. |                                                     |

## Liste ehemaliger Straßennamen
Die Liste ehemaliger Straßennamen erhebt keinen Anspruch auf Vollständigkeit.
| Name                   | von           | bis           | umbenannt in (aktuell)                                   | Herleitung                                                                          | Bemerkungen |
| ---------------------- | ------------- | ------------- | -------------------------------------------------------- | ----------------------------------------------------------------------------------- | --- |
| Aastraße               | 18. Nov. 1890 | 20. Nov. 1937 | → Ahestraße                                              |                                                                                     | Das althochdeutsche Aa oder Aha hatte die Bedeutung eines Wasserlaufs oder wasserreichen Geländes. In späterer Schreibweise wurde daraus Ahe. Die Aastraße verlief über die heutige Ahestraße einst weiter über den späteren Kaiser-Wilhelm-Platz bis zur Friedenskirche. |
| Äbtissinstraße         | vor 1910      | 20. Nov. 1937 | → Schönscheidtstraße                                     |                                                                                     | |
| Agnesstraße            | vor 1910      | nach 1928     | aufgehoben und überbaut                                  |                                                                                     | Die Agnesstraße war eine westliche Verlängerung der Fürstinstraße bis zum Äbtissinsteig. |
| Alt-Steele             | 5. Juni 1934  | 23. Feb. 1954 | → Im Kirchspiel                                          |                                                                                     | |
| Am Döppelhahn          | 5. Juni 1908  | 20. Nov. 1937 | → Mählerweg                                              | Döppelhahn, Name eines Kottens, siehe Döppelhahn                                    | |
| Am Grenzgraben         | 12. Juli 1929 | 15. Jan. 1936 | → Lohdiekweg → Lohmühlental                              |                                                                                     | |
| Am Lohdiek             | 12. Juli 1929 | 15. Jan. 1936 | → Lohmühlental                                           | Nach einem Wall bzw. einem Deich (niederdeutsch: „Diek“) am Lohmühlenteich benannt. | |
| Augustaplatz           | vor 1935      | nach 1935     | aufgehoben                                               |                                                                                     | Augustaplatz wurde der noch vorhandene Platz an der Kreuzung der Fürstinstraße mit der Gelsenkirchener-, heute Krayer Straße, genannt. |
| Bachstraße             | 18. Nov. 1890 | 20. Nov. 1937 | → Grendbach                                              | Benannt nach dem Bach, der auch Grendbach hieß und Nebenfluss der Ruhr war.         | |
| Bahnhofstraße          | um 1890       | nach 1910     | aufgehoben und überbaut                                  | Bahnhof Steele                                                                      | Ihr Straßenverlauf ist heute nicht mehr nachvollziehbar. Sie verlief etwa von der Steeler Straße über den Steeler Verkehrsplatz südlich der Bahnstrecke auf die Krayer Straße. |
| Bergstraße             | 16. Okt. 1889 | 8. März 1977  | → Steeler Bergstraße                                     | Straße am Steeler Berg                                                              | |
| Berliner Straße        | vor 1875      | 15. Jan. 1936 | → Bochumer Straße                                        |                                                                                     | |
| Bredeneyer Straße      | 18. Nov. 1890 | 15. Feb. 1936 | → Westfalenstraße                                        | Straße nach Bredeney                                                                | Die Bredeneyer Straße, heute Westfalenstraße, wurde zwischen 1848 und 1851 von der Steele-Bredeneyer Wegebau-Aktiengesellschaft als Kunststraße von Steele weiter über die Frankenstraße in Rellinghausen nach Bredeney gebaut. Sie erhielt ihren Namen 1890. |
| Carlstraße             | vor 1910      | 1. Juni 1926  | → Hiltrops Kamp                                          |                                                                                     | |
| Chausseestraße         | 18. Nov. 1890 | 1. Juni 1926  | → Hansastraße                                            |                                                                                     | |
| Christinenstraße       | vor 1910      | 13. Juni 1932 | → Hertigerstraße                                         |                                                                                     | |
| Eickenscheider Weg     | 18. Nov. 1890 | 20. Nov. 1937 | → Äbtissinsteig                                          |                                                                                     | Der Eickenscheider Weg war der nördliche Teil des heutigen Äbtissinsteigs zwischen Schönscheidt- und Buschstraße. |
| Elisenstraße           | 18. Nov. 1890 | 25. Feb. 1937 | → Eickelkamp                                             |                                                                                     | |
| Essener Straße         | 26. März 1909 | 15. Jan. 1936 | → Steeler Straße                                         |                                                                                     | Die ursprünglich Steeler Chaussee genannte Straße wurde 1908 kurzzeitig zur Steeler Straße, 1909 dann zur Essener Straße, bevor sie seit 1936 schließlich wieder Steeler Straße genannt wird. |
| Friedrichstraße        | 28. Apr. 1876 | 20. Nov. 1937 | → Dreiringstraße                                         |                                                                                     | |
| Frillendorfer Straße   | 26. März 1909 | 22. Sep. 1971 | → Am Stadtgarten → Tamperestraße                         | Frillendorf, heutiger Essener Stadtteil                                             | Die Frillendorfer Straße verband den Laurentiusweg über die Steeler Straße mit der Straße Langmannskamp. Der Teil südlich des Laurentiusweges wurde am 1. Juni 1926 zu Am Stadtgarten, der nördliche Teil, der Zwischen 1926 und 1928 Rosestraße hieß, 1971 zur Tamperestraße. |
| Gartenstraße           | 26. Juli 1909 | um 1912       | → Neuholland                                             |                                                                                     | |
| Gelsenkirchener Straße | nach 1910     | 15. Jan. 1936 | → Krayer Straße                                          |                                                                                     | |
| Grenzstraße            | um 1900       | 12. Juli 1929 | → Lohdiekweg → Lohmühlental                              |                                                                                     | Der heutige Lohdiekweg hieß bis 12. Juli 1929 Grenzstraße, die heutige Straße Lohmühlental trug diesen Namen bis zum 26. März 1909. |
| Hansamarkt             | 5. Juni 1934  | 14. Mai 1938  | → Kaiser-Otto-Platz                                      |                                                                                     | |
| Heinrichstraße         | 26. März 1909 | 1. Juni 1926  | → Poschfüerhöhe                                          |                                                                                     | |
| Hermannstraße          |               | 12. Juli 1929 | → Zum Oberhof                                            |                                                                                     | |
| In der Krimm           | 18. Nov. 1890 | 26. März 1909 | → Krimmstraße                                            |                                                                                     | |
| Isinger Markt          | 5. Juni 1934  | 14. Mai 1938  | → Kaiser-Otto-Platz                                      |                                                                                     | |
| Isinger Straße         | 18. Nov. 1890 | 1. Juni 1926  | → Isinger Tor                                            | Isinger Tor, ehemaliges Stadttor                                                    | |
| Kaiserstraße           | 28. Apr. 1875 | 5. Juni 1934  | → Kaiser-Wilhelm-Straße                                  |                                                                                     | |
| Karl-Humann-Straße     | 24. Okt. 1895 | 24. Feb. 1899 | → Humannstraße                                           | Carl Humann, Archäologe und Ehrenbürger der Stadt Steele                            | |
| Kirchstraße            | 18. Nov. 1890 | 5. Juni 1934  | → Im Kirchspiel                                          | Straße unterhalb der Laurentiuskirche                                               | |
| Klarastraße            | vor 1864      | 22. Mai 1946  | → Käthe-Kollwitz-Straße                                  |                                                                                     | Die Klarastraße wurde 1946 mit der heutigen Straße Neuholland verbunden und trug bis zur Umbenennung in Käthe-Kollwitz-Straße 1976 ebenfalls den Namen Neuholland. |
| Kleine Grenzstraße     |               | um 1900       | → Lohmühlental                                           |                                                                                     | |
| Knappenstraße          | 26. März 1909 | 20. Nov. 1937 | → Bergknappenweg                                         | Knappe, alte Berufsbezeichnung eines Bergmanns                                      | |
| Knottenberg            | 18. Nov. 1890 | 1977          | teilweise → Äbtissinsteig, sonst aufgehoben und überbaut | Knottenberg, alter Flurname                                                         | Die Straße Knottenberg verlief von der heutigen Schönscheidtstraße über den südlichen Teil des dort seit 1937 so genannten Äbtissinsteigs weiter unter der Eisenbahnstrecke hindurch bis zur Steeler Straße. Der Teil südlich der Bahnstrecke wurde nach 1970 aufgehoben und überbaut. |
| Knottenbergstraße      | 9. Mai 1894   | um 1905       | teilweise → Äbtissinsteig, sonst aufgehoben und überbaut | Knottenberg, alter Flurname                                                         | Die Straße Knottenberg hieß zeitweise in Teilen Knottenbergstraße. |
| Königstraße            | 18. Nov. 1890 | 20. Nov. 1937 | → Alte Zeilen                                            |                                                                                     | Die Königstraße wurde am 27. Februar 1908 verlängert. Sie verlief einst von der heutigen Hansastraße in einem Bogen bis zum Markt, dem südlichen Beginn des heutigen Kaiser-Otto-Platzes. |
| Koppstraße             | 29. Nov. 1897 | 4. Feb. 1904  | → Spillenburgstraße                                      |                                                                                     | Die Koppstraße hieß ab 1904 Spillenburger Weg. Seit 1908 trägt sie ihren heutigen Namen Spillenburgstraße. |
| Krankenhausweg         |               | 18. Nov. 1890 | → Laurentiusweg                                          | ehemaliges Laurentius-Hospital, heute Seniorenstift                                 | |
| Lindemannsplatz        | nach 1910     | 20. Nov. 1937 | aufgehoben                                               |                                                                                     | Der Lindemannsplatz wurde zwischen 1937 und 1942 in Dreiringplatz umbenannt. Er befand sich, im Gegensatz zum heutigen Dreiringplatz, am südlichen Ende der heutigen Dreiringstraße. |
| Lindemannstraße        | vor 1910      | 20. Nov. 1937 | → Hünninghausenweg                                       |                                                                                     | Die Lindemannstraße war einst eine Stichstraße, nach 1926s der östliche Verlauf des heutigen Hünninghausenwegs vom Grendtor bis zur Krahwinkelstraße. |
| Lindenstraße           | 18. Nov. 1890 | 20. Nov. 1937 | → Hünninghausenweg                                       |                                                                                     | Lindenstraße war der Name des Hünninghausenwegs zwischen Westfalenstraße und Grendtor, aus heutiger Sicht. |
| Luisenstraße           | um 1922       | 20. Nov. 1937 | → Knappschaftshöhe                                       |                                                                                     | |
| Markt                  | 21. Okt. 1860 | 5. Juni 1934  | → Kaiser-Otto-Platz                                      |                                                                                     | |
| Mühlenweg              | 29. Nov. 1897 | 20. Nov. 1937 | → Holbecks Hof und → Mählerweg                           |                                                                                     | Den Namen Mühlenweg trug der heutige Mählerweg bis zum 5. Juni 1908 und in Verlängerung die heutige Straße Holbecks Hof bis zum 20. November 1937. |
| Ottilienstraße         | 9. Mai 1894   | 12. Juli 1929 | → Steeler Pfad                                           |                                                                                     | |
| Ottostraße             | vor 1910      | 15. Juni 1927 | → Schnütgenstraße                                        |                                                                                     | |
| Pennekampstor          | 30. Nov. 1925 | 1. Juni 1926  | → Scheidtmanntor                                         | Pennekampstor, Name eines der vier Steeler Stadttore                                | Das Penekampstor war nach einer 1332 in Steele genannten Familie Benekamp benannt. Der Weg durch das wohl unbedeutendste der vier Steeler Stadttore führte zum Oberhof Eickenscheidt und eine Abzweigung nach Kray durch das Steeler Rott. Das nur drei Meter hohe und drei Meter breite Tor war 1548 an Jutta in der Mohlen verpachtet. Als der alte Hellweg aufgegeben und die Landstraße nach Bochum angelegt worden war, kam dem Stadttor mehr Bedeutung zu. 1886 wurde es niedergelegt. |
| Piekenbrockstraße      | 26. März 1909 | 20. Nov. 1937 | → Waisenhausbrink                                        |                                                                                     | |
| Provinzialstraße       | vor 1910      | vor 1927      | → Krayer Straße                                          |                                                                                     | |
| Rottstraße             | 18. Nov. 1890 | 22. Mai 1946  | → Im Steeler Rott                                        | Rott, von Rodung (Wald)                                                             | |
| II. Rottstraße         | 18. Nov. 1890 |               | aufgehoben und überbaut                                  | Rott, von Rodung (Wald)                                                             | |
| III. Rottstraße        | 18. Nov. 1890 | 26. März 1909 | → Bergknappenweg                                         | Rott, von Rodung (Wald)                                                             | |
| IV. Rottstraße         | 18. Nov. 1890 | 26. März 1909 | → Hochstraße                                             | Rott, von Rodung (Wald)                                                             | |
| Ruhrau                 | nach 1910     | 22. Aug. 1979 | → Henglerstraße                                          | Ruhrau, Flurname                                                                    | Ruhrau hieß grob der Verlauf der heutigen Henglerstraße zwischen der Kurt-Schumacher-Brücke und ihrem Abzweig nach Horst, wo sie diese Bezeichnung bis heute trägt. |
| Ruhrstraße             | vor 1874      | 14. März 1978 | → Grendtor                                               | Die Straße führte geradewegs zur Ruhr.                                              | |
| Schulstraße            | 18. Nov. 1890 | 20. Nov. 1937 | → Joseph-Boismard-Weg                                    | Angrenzende Schule, heute Helene-Lange-Schule                                       | |
| Schulzstraße           | 1. Juni 1926  | 20. Nov. 1937 | → Poschfüerhöhe                                          | Bernhard Schulz (* 1861, † 1933), Bürgermeister von Steele                          | |
| Seilergraben           |               | 18. Nov. 1890 | → Graffweg                                               |                                                                                     | |
| Spillenburger Weg      | 4. Feb. 1904  | 5. Juni 1908  | → Spillenburgstraße                                      | Spillenburgmühle                                                                    | Der Spillenbuger Weg hieß zuvor Koppstraße. |
| Steinweg               |               | 18. Nov. 1890 | → Isinger Tor                                            |                                                                                     | |
| Stadtgartenstraße      | 26. März 1909 | 1. Juni 1926  | → Am Stadtgarten                                         | Lage am Stadtgarten Steele                                                          | Der Teil der heutigen Straße Am Stadtgarten, der südlich des Laurentiuswegs liegt, hieß zwischen 1909 und 1926 Stadtgartenstraße. |
| Steeler Chaussee       |               | 5. Juni 1908  | → Steeler Straße                                         |                                                                                     | Die Steeler Chaussee wurde 1908 kurzzeitig zur Steeler Straße, 1909 dann zur Essener Straße, bevor sie seit 1936 schließlich wieder Steeler Straße genannt wird. |
| Stoppenberger Straße   | 26. März 1909 | nach 1945     | teilweise → Äbtissinsteig, sonst aufgehoben und überbaut |                                                                                     | Die Stoppenberger Straße verband die heutige Schönscheidtstraße nach Süden und dann parallel zur Eisenbahnstrecke verlaufend bis zum Bahnhof Essen-Steele. Ihr westlicher Teil ist heute der südliche Äbtissinsteig. |
| Strickerstraße         | 26. März 1909 | 12. Juli 1929 | → Lohmühlental                                           |                                                                                     | |
| Theodorstraße          | vor 1897      | 25. Feb. 1937 | → Plümers Kamp                                           |                                                                                     | |
| Turmstraße             | um 1912       | 14. Nov. 1935 | → Neuholland                                             |                                                                                     | |
| Victoriastraße         | 20. Okt. 1901 | 20. Nov. 1937 | → Bewerungestraße                                        | Auguste Victoria, Deutsche Kaiserin                                                 | |
| Wilhelmstraße          |               | 28. Apr. 1875 | → Kaiser-Wilhelm-Straße                                  |                                                                                     | |
| Wisthoffstraße         | um 1907       | 28. Okt. 1907 | → Steinhagen                                             | Wisthoff, Steeler Unternehmerfamilie                                                | |